# 'Till You're Gone
"'Till You're Gone" is een single van Walt Aldridge en Tom Brasfield, en gezongen door de Amerikaanse countryzangeres Barbara Mandrell. "'Till You're Gone" werd de vijfde nummer 1-hit van Mandrell. De single bleef één week op de eerste positie staan, en bleef daarna veertien weken in de top 40 staan.

## Hitlijsten
| Hitlijst (1982)                             | Hoogste positie |
| ------------------------------------------- | --------------- |
| VS Billboard Hot Country Singles            | 1               |
| VS Billboard Hot Adult Contemporary Singles | 25              |
| Canadese RPM Country Tracks                 | 3               |
| Canadese RPM Adult Contemporary Tracks      | 20              |